# 筒美京平
筒美 京平（日文：／ Tsutsumi Kyōhei，1940年5月28日—2020年10月7日），原名渡边荣吉（日文： ／ Watanabe Eikichi，日本作曲家、音乐製作人及编曲家。

## 生平
出生于东京新宿区，毕业于青山学院大学经济学部。2020年10月7日，因吸入性肺炎去世。

## 成就
筒美京平出生于东京府东京市牛込区（現东京都新宿区），是日本流行乐超级巨匠，J-POP的创始人同时也是日本流行曲史上销量最高的作曲家，共计超过7600万。1967年凭着为Village Singers创作的《蔷薇色云朵》（日语：バラ色の雲）正式开始了其职业创作生涯，历经40余年，作品总数超过2500首。在1971、1972、1973、1975、1976、1981、1982、1983、1985及1987年共计十年成为当年日本作曲家销量冠军。共有超过200首作品进入日本最权威的公信榜前10位，这个数字将同时期的其他作曲家远远甩在了身后，冠军歌达到39首，并且从60年代一直到遍布到21世纪。
销量方面一枝独秀，专业方面亦无人能及。1971年为尾崎纪世彦创作的《待到重逢之日》（日语：また逢う日まで）及79年为翁倩玉写的《爱的迷恋》（日语：魅せられて）两次拿到全日本音乐最高奖日本唱片大赏。1969、1971、1974、1978及1979年，5次拿到唱片大赏作曲赏，是日本音乐史上获得该奖项最多的作曲家。日本的许多音乐人及歌手都对其推崇备至，如吉田拓郎、井上阳水、细野晴臣、大泷咏一和山下达郎等等。2003年获得日本官方授予的紫绶褒章。
从他的笔下诞生了一个又一个的偶像巨星，例如南沙织、麻丘惠美、野口五郎、乡裕美、太田裕美、岩崎宏美、近藤真彦、田原俊彦、小泉今日子、早见优、中山美穗、C-C-B、少年队等等，不胜枚举，同时也包括在日本发展的华裔歌手，如欧阳菲菲、翁倩玉、邓丽君、陳慧琳等等。
由于其本人极为低调，极少在荧屏及媒体露面以至于大家都是只闻其名，不见其人，再加上取得的成就过于突出，一时间甚至传出了也许根本没有“筒美京平”这样一个人的存在，而其只是一个创作团体的代名称这样的说法。

## 各项记录
1. 作品总销量超过7600万张，日本音乐史排名第一，其中Oricon冠军歌39首，进入TOP3的作品近100首，TOP10作品超过200首，上榜歌曲超过500首。
2. 1968年至1989年连续22年进入日本作曲家年度销量前10位，18年进入前3位（其中70~79年，整个70年代全部进入）。
3. 在超过50年历史的日本唱片大赏中，获得作曲赏最多的作曲家，共计5次。
4. 在超过60年历史的NHK红白歌合战上，成为演绎曲目做多的作曲家，共计69首。